# Тельгате
Тельгате, Тельґате (італ. Telgate) — муніципалітет в Італії, у регіоні Ломбардія, провінція Бергамо.
Тельгате розташоване на відстані близько 470 км на північний захід від Рима, 55 км на схід від Мілана, 16 км на південний схід від Бергамо.
Населення — 5029 осіб (2014).
Щорічний фестиваль відбувається 3 травня. Покровитель — Santa Croce.

## Демографія
Населення за роками:

Станом на 1 січня 2023 року в муніципалітеті офіційно проживало 1236 іноземців з 42 країн, серед них 146 громадян країн Євросоюзу та 10 громадян України.

## Сусідні муніципалітети
- Больгаре
- Кьюдуно
- Грумелло-дель-Монте
- Палаццоло-сулл'Ольйо
- Палоско